# Dinhata
Dinhata là một thành phố và khu đô thị của quận Koch Bihar thuộc bang Tây Bengal, Ấn Độ.

## Địa lý
Dinhata có vị trí 26°08′B 89°28′Đ / 26,13°B 89,47°Đ Nó có độ cao trung bình là 36 mét (118 feet).

## Nhân khẩu
Theo điều tra dân số năm 2001 của Ấn Độ, Dinhata có dân số 34.303 người. Phái nam chiếm 51% tổng số dân và phái nữ chiếm 49%. Dinhata có tỷ lệ 80% biết đọc biết viết, cao hơn tỷ lệ trung bình toàn quốc là 59,5%: tỷ lệ cho phái nam là 84%, và tỷ lệ cho phái nữ là 75%. Tại Dinhata, 9% dân số nhỏ hơn 6 tuổi.